# Бей в барабан медленно
«Бей в барабан медленно» (англ. Bang the Drum Slowly) — художественный фильм режиссёра Джона Д. Хинкока о бейсбольной команде и её игроках, вышедший на экраны США в 1973 году. Фильм основан на одноимённом романе 1956 года Марка Харриса, который в этом же году был экранизирован в телевизионной версии с участием Пола Ньюмена. Съёмки киноверсии 1973 года проходили на крупнейших стадионах Флориды (Jack Russell Memorial Stadium) и Нью-Йорка (Shea Stadium и Yankee Stadium).

## Сюжет
Генри Уигген (Мориарти) и Брюс Пирсон (Де Ниро) — члены бейсбольной команды высшей лиги США «Нью-Йоркские Мамонты» (название вымышлено). Они искренние друзья, постоянные соседи по комнатам в гостиницах на выездных матчах. Генри — звезда бейсбола, талантливый подающий (питчер), Брюс — менее выдающийся игрок, играющий на приёме (кэтчер). На стыке двух сезонов во время медицинского осмотра у Пирсона обнаруживают болезнь Ходжкина, злокачественное заболевание. Кроме врачей об этом знает только Уигген. Он начинает усиленно опекать и заботиться о Брюсе, психика которого отличается ранимостью и лёгкой возбудимостью. Начавшийся сезон для Мамонтов, лидеров лиги, складывается тяжело. Но Уигген хочет сделать всё возможное, чтобы наступивший сезон стал самым ярким сезоном в карьере и жизни Пирсона. Его усилия вознаграждаются, команда прерывает серию неудач и возвращается к подобающему, победному стилю игры. «Нью-Йоркские Мамонты» выигрывают финал сезона. Брюс умирает.

## В ролях
- Майкл Мориарти — Генри Уигген
- Роберт Де Ниро — Брюс Пирсон
- Винсент Гардения — Дутч Шнелл
- Энн Уэджуорт — Кати
- Фил Фостер — Джо
- Хизер Макрей — Холли
- Том Лигон — Пайни Вудс
- Дэнни Айелло — Хорс
- Сельма Даймонд — Тутси
- Барбара Бэбкок — владелец команды
- Патрик Маквей — отец Брюса

## Награды
Де Ниро за роль Брюса Пирсона получил свою первую кинематографическую награду — премию Объединения кинокритиков Нью-Йорка как лучший актёр второго плана. Винсент Гардения был номинирован в категории лучшего актёра второго плана на премию Оскар, но награды не получил.

## Дополнительные факты
- Название романа и фильма заимствовано из ковбойской песни «Улицы Лоредо» (Известной также как «Скорбная песня ковбоя» англ. Cowboy's Lament) и подразумевает медленные удары в барабан во время траурных ритуалов. Позже песня была использована в фильмах «Ночь на Земле» и «Горбатая гора».
- Аль Пачино называет этот фильм одним из своих самых любимых[1].
- Команда вымышленного клуба «Нью-Йоркские Мамонты» играет в форме реального клуба «Нью-Йорк Янкис».